# Sovětská liga ledního hokeje 1981/1982
Sezóna 1981/1982 byla 36. sezonou Sovětské ligy ledního hokeje. Mistrem se stal tým CSKA Moskva.
Tým Krystall Saratov sestoupil. Ze 2. ligy postoupil celek Salavat Julajev Ufa.

## První fáze
| #  | Tým                  | Z  | V  | R  | P  | Sk.     | B  |
| -- | -------------------- | -- | -- | -- | -- | ------- | -- |
| 1  | CSKA Moskva          | 44 | 38 | 2  | 4  | 252-87  | 78 |
| 2  | Spartak Moskva       | 44 | 38 | 0  | 6  | 247-117 | 76 |
| 3  | Dynamo Moskva        | 44 | 34 | 4  | 6  | 220-111 | 72 |
| 4  | Torpedo Gorkij       | 44 | 22 | 5  | 17 | 159-140 | 49 |
| 5  | Sokol Kyjev          | 44 | 20 | 5  | 19 | 154-149 | 45 |
| 6  | Traktor Čeljabinsk   | 44 | 12 | 10 | 22 | 151-183 | 34 |
| 7  | SKA Leningrad        | 44 | 13 | 8  | 23 | 117-155 | 34 |
| 8  | Dynamo Riga          | 44 | 13 | 5  | 26 | 147-181 | 31 |
| 9  | Křídla Sovětů Moskva | 44 | 13 | 4  | 27 | 140-215 | 30 |
| 10 | Ižstal Iževsk        | 44 | 11 | 8  | 25 | 134-196 | 30 |
| 11 | Chimik Voskresensk   | 44 | 10 | 5  | 29 | 126-197 | 25 |
| 12 | Krystall Saratov     | 44 | 11 | 2  | 31 | 131-247 | 24 |

## Finálová fáze

### Finálová skupina
| # | Tým            | Z  | V  | R | P  | Sk.     | B  |
| - | -------------- | -- | -- | - | -- | ------- | -- |
| 1 | CSKA Moskva    | 47 | 40 | 3 | 4  | 269-91  | 83 |
| 2 | Spartak Moskva | 47 | 39 | 0 | 8  | 257-135 | 78 |
| 3 | Dynamo Moskva  | 47 | 36 | 5 | 6  | 233-117 | 77 |
| 4 | Torpedo Gorkij | 47 | 22 | 5 | 20 | 164-157 | 49 |

### Skupina o 5. - 8. místo
| # | Tým                | Z  | V  | R  | P  | Sk.     | B  |
| - | ------------------ | -- | -- | -- | -- | ------- | -- |
| 5 | Sokol Kyjev        | 56 | 29 | 5  | 22 | 215-192 | 63 |
| 6 | Traktor Čeljabinsk | 56 | 18 | 11 | 27 | 198-229 | 47 |
| 7 | SKA Leningrad      | 56 | 16 | 10 | 30 | 155-214 | 42 |
| 8 | Dynamo Riga        | 56 | 17 | 6  | 33 | 202-234 | 40 |

### Skupina o udržení
Celky na 9. - 12. místě hrály prolínací soutěž spolu se čtyřmi nejlepšími týmy 2. ligy. Prolínací soutěž byla rozdělena na dvě skupiny - první skupinu utvořily týmy z první ligy a druhou skupinu týmy ze druhé ligy. Celky se utkaly jak v rámci svých skupin, tak i s týmy protější skupiny. Nejhorší z "prvoligové skupiny" sestoupil, nejlepší z "druholigové skupiny" postoupil.